# 알베르 소불
알베르 마리위스 소불(프랑스어: Albert Marius Soboul, 1914년 4월 27일 ~ 1982년 9월 11일)은 프랑스의 역사학자로 프랑스 혁명과 나폴레옹 연구의 권위자이다.

## 젊은 시절
프랑스령 알제리 오랑에서 소농의 둘째 아들로 태어났으며 태어난 해 11월에 아버지를 1차 대전 중에 잃었다. 1922년에 어머니가 세상을 떠나자 큰어머니가 사는 프랑스의 님으로 옮겨 살게 되었다. 초등학교를 마친 뒤 님의 알퐁스 도데 학교(Lycée Alphonse Daudet), 몽펠리에 학교를 거쳐 1931년에 명문인 루이 르그랑 학교(Lycée Louis le Grand)에 입학했다. 이후 소르본에 있는 파리 대학교에 입학하게 된다.

## 2차 대전
1936년에 그는 혁명가인 생 쥐스트에 관한 책을 저술한다. 그때 이미 프랑스 공산당 활동을 하고 있던 소불은 1939년에 정식으로 공산당에 가입했다. 대학은 이미 졸업하여 1938년에 역사학과 지리학 교수 자격을 취득하게 된다. 1939년에 2차 대전이 발발하자 입대하여 포병으로 근무하다가 프랑스의 남부 후퇴와 더불어 1940년에 군역에서는 벗어났다.
그 직후 몽펠리에에서 고등학교 교사가 됨과 동시에 레지스탕스 활동을 지원한다. 1942년에는 바스티유 감옥 함락 기념제에 학생 시위를 조직한 것과 연관되어 비시 정부에 의해 해고된다. 이후 2차 대전 기간 동안 소불은 파리의 있는 국립 민속 박물관(Musée national des Arts et Traditions Populaires)에서 연구활동을 한다.

## 역사가로서의 경력
독일의 점령기가 끝난 후, 몽펠리에의 고등학교에서 다시 교사 생활을 한다. 이후 마르셀랭 베르틀로 학교(Lycée Marcellin Berthelot)와 앙리 4세 학교(Lycée Henri IV)로 옮겨다니며 교사 생활을 계속한다. 이때 유명한 역사가인 조르주 르페브르와 친하게 되어, 그의 지도로 1100 페이지에 달하는 〈혁명력 2년의 파리 상퀼로트(Les sans-culottes parisiens en l'an II)〉라는 박사학위 논문을 작성한다. 1958년에는 박사학위를 취득하였다. 이후 클레르몽페랑 대학교로 진출하게 된 소불은 1967년에 파리 대학교의 프랑스 혁명사 강좌 주임이 된다.
학교행정에 비판적이고 대중운동에 공감했던 소불은 1979년에 65세가 되어 정년퇴임하게 되었다. 이때 2차 대전 당시 비시 정부에 의해 해임된 기간 동안의 근무 년한 연장을 신청하였으나 학교와의 관계가 원만치 못해 거절당했다. 이후 명예교수직도 수여받지 못하였다. 1982년 9월 11일 님에서 갑작스럽게 사망하였다. 사후 페르 라셰즈 묘지에 안장되었다.

## 평가
이후 15년간 그는 수많은 역사 저술을 출판하였다. 대표적으로는 세 권으로 구성된 《문명과 프랑스 혁명(La Civilisation et la Révolution française)》(1970)과 《프랑스 대혁명사(Précis d'histoire de la Révolution française)》(1962)가 있다. 소불의 계급투쟁적 시각에 대해서 수정주의 역사학 역사가들이 끊임없이 논쟁을 불러일으키고 있다. 그의 역사 철학은 아래로부터의 역사가 무엇인지를 잘 보여주고 있다고 평가된다.